# كريستوفر فلويد
كريستوفر فلويد (بالإنجليزية: Christopher Floyd)‏ هو قاضي بريطاني، ولد في 20 ديسمبر 1951.